# Север Пиунейру-Паранаэнси (мезорегион)

Север Пиунейру-Паранаэнси на карте.

Север Пиунейру-Паранаэнси (порт. Mesorregião do Norte Pioneiro Paranaense) — административно-статистический мезорегион в Бразилии, входит в штат Парана. Население составляет 546 224 человека (на 2010 год). Площадь — 15 726,710 км². Плотность населения — 34,73 чел./км².

## Демография
Согласно сведениям, собранным в ходе переписи 2010 г. Национальным институтом географии и статистики (IBGE), население мезорегиона составляет:
| Полное население                            | Полное население                            | Полное население                            | Полное население                            | 546 224 |
| ------------------------------------------- | ------------------------------------------- | ------------------------------------------- | ------------------------------------------- | ------- |
| в том числе:                                | Городское население                         | 436 958                                     | Процент городского населения, %             | 80,00   |
|                                             | Сельское население                          | 109 266                                     | Процент сельского населения, %              | 20,00   |
|                                             | Мужское население                           | 270 817                                     | Процент мужского населения, %               | 49,58   |
|                                             | Женское население                           | 275 407                                     | Процент женского населения, %               | 50,42   |
| Плотность населения, чел/км²                | Плотность населения, чел/км²                | Плотность населения, чел/км²                | Плотность населения, чел/км²                | 34,73   |
| Население мезорегиона в % к населению штата | Население мезорегиона в % к населению штата | Население мезорегиона в % к населению штата | Население мезорегиона в % к населению штата | 5,23    |

## Статистика
- Валовой внутренний продукт на 2003 год составляет 3 834 173 933,00 реалов (данные: Бразильский институт географии и статистики).
- Валовой внутренний продукт на душу населения на 2003 год составляет 7020,19 реалов (данные: Бразильский институт географии и статистики).
- Индекс развития человеческого потенциала на 2000 год составляет 0,739 (данные: Программа развития ООН).

## Состав мезорегиона
В мезорегион входят следующие микрорегионы:
1. Асаи
2. Корнелиу-Прокопиу
3. Ибаити
4. Жакарезинью
5. Венсеслау-Брас